# Прайд Парк
«Прайд Парк» (англ. Pride Park Stadium) — футбольный стадион в городе Дерби, домашняя арена клуба «Дерби Каунти».
Стадион вместимостью 33597 мест был открыт 18 июля 1997 года, заменив старый «Бейсбол-Граунд», использовавшийся клубом более ста лет. В официальной церемонии принимала участие королева Великобритании Елизавета II. 4 августа 1997 года прошёл первый товарищеский матч «Дерби Каунти» с «Сампдорией». Интересно, что первый по плану официальный матч с «Уимблдоном» сорвался из-за проблем с прожекторами.
18 марта 2000 года против «Ливерпуля» был установлен рекорд посещаемости стадиона на играх клуба — 33378 человек. 25 мая 2001 года товарищескую игру сборных Англии и Мексики (4:0) посетило 33598 зрителей. До настоящего времени та игра остаётся единственной игрой взрослой сборной страны в истории стадиона. Также на стадионе четыре игры проводила Молодёжная сборная Англии (до 21 года).
14 ноября 2013 года руководство клуба «Дерби Каунти» сообщило, что название стадиона будет изменено на «iPro Stadium», поскольку клуб заключил контракт на 7 млн фунтов сроком на 10 лет с производителем энергетических напитков.